# Medalla

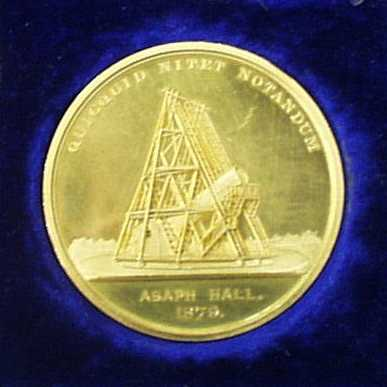
Medalla de oro

Aunque tanto en la forma como en el material existen múltiples excepciones, las medallas tienden a ser discos metálicos, similares en apariencia a las monedas, aunque usualmente de mayor diámetro y relieve pronunciado. Por lo tanto, también es sinónimo de premio, honor o condecoración. Normalmente tienen un símbolo o distinción en su interior.
Esta voz tiene su origen en la latina Metallum y en italiano Medaglia y así llamamos a aquellas piezas antiguas, que según la más corriente opinión, eran la moneda, de que se usaba en sus respectivos tiempos. Ello es cierto a excepción de aquellas que en Italia y en otras partes se llaman Medallones, las cuales verosímilmente no eran moneda, sino de aquellas arrojadizas que se suelen ver y esparcir al pueblo en las aclamaciones de los Reyes o son fabricadas con ocasión de algún gran suceso y se reparten como dones.
Las medallas son emitidas con diversos fines y así existen:
- Las emitidas con propósitos puramente artísticos (afines usualmente a las plaquetas).
- Las conmemorativas o de recuerdo.
- Las que otorga una organización por servicios distinguidos en un campo específico (como el premio Nobel).
- Las que se otorgan como premio en un evento o competición (como las medallas olímpicas).
- Las que otorga un gobierno por servicios al país, que se ostentan prendidas al pecho o colgadas al cuello; estrictamente hablando esto se refiere solo a medallas de apariencia similar a una moneda, pero informalmente se extiende también a la condecoración militar.
- Las de culto religioso, usualmente con un aro que permite colgarlas.

El estudio de las medallas, su autenticidad, origen, clasificación, etc., constituye el objeto de la medallística, una rama de la numismática. En el Renacimiento se llamaban "medallas" a todas aquellas monedas de la Antigüedad que ya no estaban en circulación y por tanto no tenían valor de cambio ni tampoco tienen valor legal. Aunque la forma es generalmente redonda, no faltan medallas ovales, poligonales, cuadradas, etc. Son monetiformes. La materia de que se componen es el oro, la plata, el plomo, el estaño, el platino, el níquel y el cobre pero también las hay de cristal y de barro cocido. En casos raros y especialmente durante el asedio a una plaza, se fabricaban monedas de cuero, papel o hierro (obsidionales).
Las medallas no son totalmente de oro, plata o bronce; sino que solo las bañan en el material.

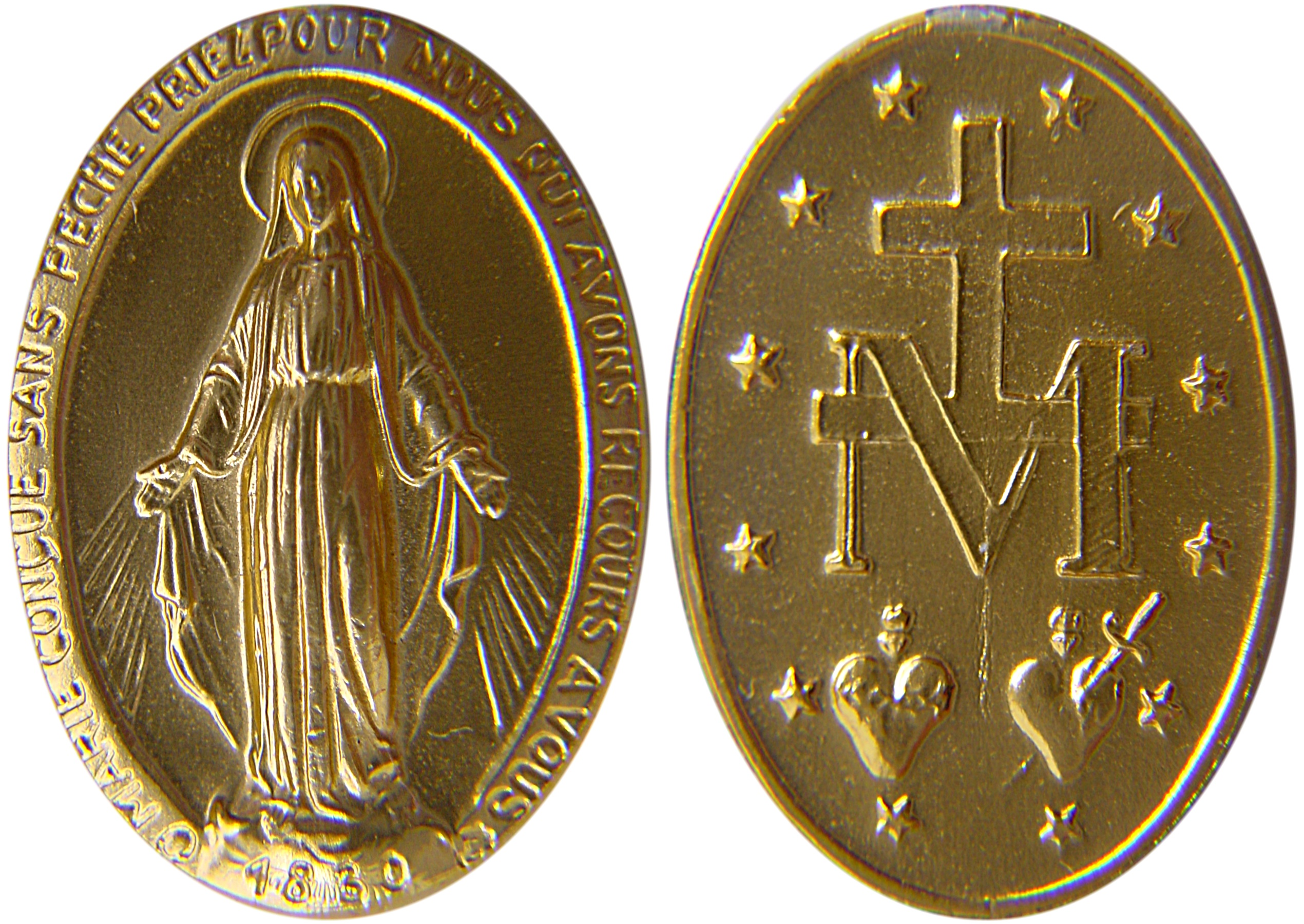
Medalla creada según las apariciones de Virgen María a Catalina Labouré en París. En 1832 durante una epidemia se distribuyeron las primeras medallas a las que se atribuyeron numerosas curaciones y conversiones, recibiendo el nombre de Medalla Milagrosa.

## Historia
La historia de las medallas propiamente dichas transcurre en varias épocas, que se distinguen por la técnica utilizada y el espíritu de su producción:
- La primera comienza con el Imperio romano, ya en época de Augusto, tras el cual desaparece la medalla.
- La segunda comprende el siglo XV o renacimiento italiano, cuando se restablece su uso, aunque con técnica y espíritu diferentes a los de los romanos.
- La tercera comienza en el siglo XVI y continúa en los siguientes, cundiendo más y más el uso de la medalla obtenida por acuñación como al principio.
- Puede añadirse una cuarta época, la contemporánea, en que se industrializa su producción y se produce en serie como cualquier objeto de consumo.

### Época antigua
En la primera de dichas épocas, la medalla tiene carácter oficial y solo se produce en las oficinas imperiales, sin reproducir más efigies que las de los emperadores o individuos de su familia, siendo su procedimiento el de la acuñación como en las monedas. Al ser las medallas condecoraciones, en la época antigua hubo unas 9 condecoraciones de las Legiones de Roma las cuales distinguían a los legionarios que destacaban en el campo de batalla y además, venían acompañadas por una recompensa monetaria. Como es habitual en el gigantesco aparato burocrárico que hacía funcionar como un reloj al Imperio Romano, se mantenía un riguroso registro escrito de todas las distinciones, ascensos, traslados, así como de los castigos de cada uno de los legionarios. En la ceremonia de condecoración, el general de la Legión hacía dar un paso al frente al legionario para elogiarlo públicamente, le entregaba la condecoración ante el aplauso de sus compañeros y le solía conceder un premio en metálico único o incluso podía doblarle la paga de por vida. También podía darse el caso de que se concedieran condecoraciones colectivas (a toda una unidad) y que los legionarios exhibían con orgullo en los estandartes de sus unidades.
Hay medallas de oro, plata , metal corintio, cobre, bronce y plomo, de cobre cubiertas con hoja de plata y de cobre plateado. El gran bronce no pasa de los Póstumos; el mediano dura hasta la decadencia del Imperio y continúa con interrupciones hasta los Paleólogos. El mínimo es muy raro desde Julio César hasta los Póstumos. 
- Las consulares de cobre tuvieron principio en Roma en el año 484 de su fundación
- Las de plata en el 546.

El P. Joubert numera entre las consulares de 50 a 60 en oro, 250 en cobre y 1000 en plata. De medallas Imperiales en oro se cuentan hasta 1200, en plata 3000, y en bronce de б а 7000. No obstante Morell prometió una serie universal de medallas en número de 25.000. 
- Las latinas y griegas son las más comunes
- Las hebreas no exceden del tiempo de los Macabeos
- Las púnicas se encuentran en España
- Las árabes son poco curiosas y mal fabricadas
- Las góticas tienen el mismo defecto[1]

### Renacimiento

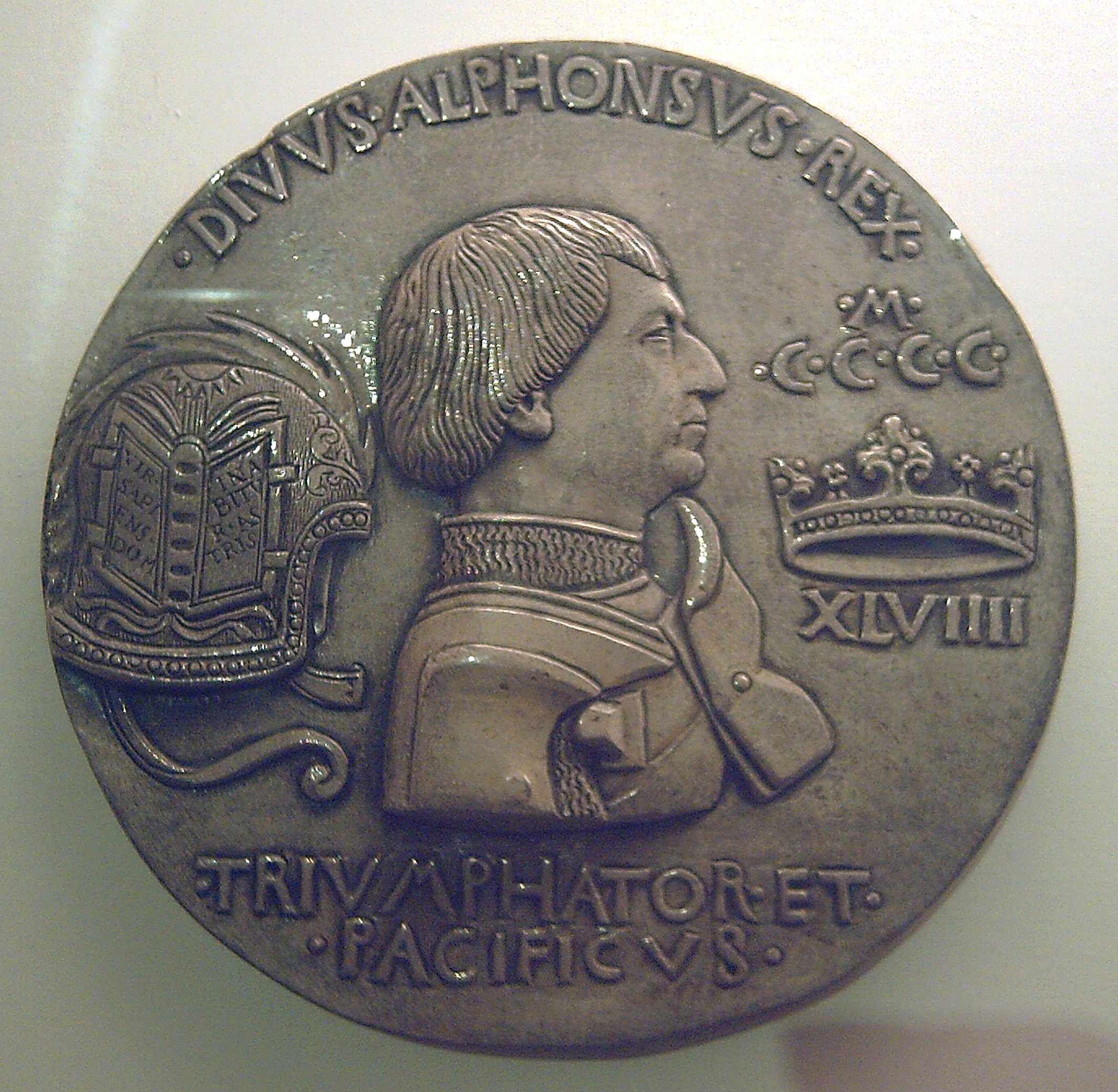
Medalla de plata de Alfonso V (1449), por Pisanello.

En el siglo XV o renacimiento italiano se restablece el uso de las medallas, aunque con técnica y espíritu diferentes a los de los romanos. Las medallas, siempre de carácter privado, se fabrican por vaciado en molde del metal fundido, retocando después los perfiles de las figurascon buril. 
El primero a quien se atribuye la gloria de este renacimiento de la medalla es Antonio di Puccio de Verona, llamado comúnmente el Pisanelo. Entre las medallas más célebres que labró se encuentra la del Emperador de Oriente Juan VIII Paleólogo en el año 1439, a la que siguieron otras magníficas de Alfonso V de Aragón y Nápoles, en 1448 y 1449 (de ocho centímetros de diámetro). Se conocen también unas 2500, de diversos tipos, debidas a unos 200 medallistas italianos, imitadores de el Pisanelo en la misma época.

### A partir delsigloXVI
Desde principios del siglo XVI, poco a poco se va adoptando nuevamente el procedimiento de acuñación como se hacía entre los romanos, esmerándose los artistas en la incisión de los troqueles. En esta labor sobresalen también los italianos, imitándolos numerosos artistas en otras naciones europeas, sobre todo en Alemania y Francia (en ésta, se iniciaron ya en la segunda mitad del siglo XV) y cundiendo en todas partes el gusto por la medalla conmemorativa. Como iniciador de este nuevo movimiento se encuentra el milanés Ambrosio Foppa, llamado el Caradosso, y como grandes medallistas del mismo siglo figuran los célebres Paduanos Alejandro Bassiano y Juan Cavino, con los no menos famosos León y Pompeyo Leoni, Benvenuto Cellini, Víctor Camelio, Juan Pastorino, los Poggini, Jacome da Trezzo, Alberto Durero y muchos otros, cinceladores y grabadores destacados. 
En esta época y en la contemporánea se multiplican indeciblemente los asuntos de la medalla conmemorativa, y toma ella no pocas veces carácter oficial, sobre todo cuando se aplica a conmemorar la solemne proclamación o advenimiento de algún monarca al trono, la coronación de los Papas en Roma, etc.

## Medallas religiosas, civiles y deportivas
En grupo aparte deben colocarse las medallas de carácter puramente religioso, de las cuales hubo un avance en los primeros siglos de la Iglesia y se repitieron ejemplares en los siguientes, pero debieron ser muy escasas antes del siglo XV, desde el que han ido multiplicándose indeciblemente. Se distinguen por los asuntos que representan y por el apéndice perforado que tienen para suspenderlas del cuello o del vestido. 

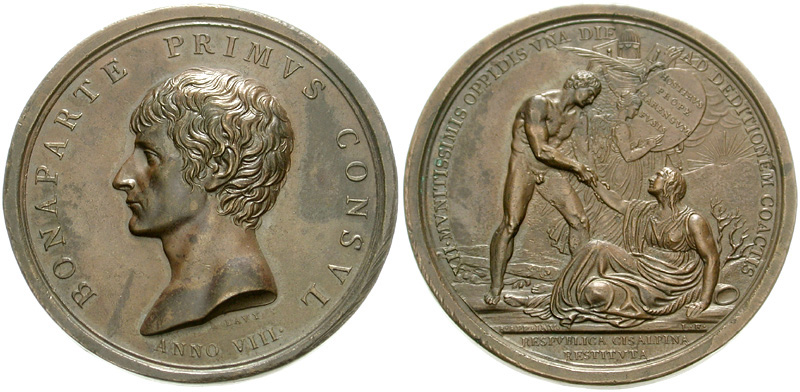
Medalla de Napoléon I

Entre las medallas de asuntos profanos e históricos ocupan un lugar preferente las de proclamación o de la coronación de los reyes antes indicadas, las cuales forman series completas en diversas naciones y aun repetidas en cada reinado por diferentes casas o centros emisores de las mismas. En España, se conocen y conservan medallas de este tipo desde Felipe II, siendo tan numerosas las de algunos reyes que solo de Carlos IV se registran más de 140 distintas entre sí, emitidas por otras tantas poblaciones o centros diferentes en la Península y sus posesiones de ultramar. 
La medalla de San Benito, por otra parte, presenta iconografía de Benito de Nursia. Suelen lucirla creyentes católicos, ortodoxos, metodistas, luteranos y anglicanos. Esta medalla está considerada como una de las de mayor  antigüedad en la cristiandad y se le atribuye proteger del mal a todo aquel que lo lleva. 
La Capilla de Nuestra Señora de la Medalla Milagrosa se encuentra en París, Francia, en el sitio donde la Virgen María se manifestó el 27 de noviembre de 1830 y le pidió a santa Catalina Labouré que creara una medalla, la cual finalmente recibió el nombre de Milagrosa.
La Junta de Andalucía creó en el año 1985 el título honorífico llamado Medalla de Andalucía, el cual tiene la meta de destacar los méritos, servicios y actos extraordinarios llevados a cabo en tiempos de paz por parte de ciertos ciudadanos, entidades o grupos de la región, del país o incluso del extranjero, que se centren en la solidaridad y la entrega a los demás.La persona que recibe la Medalla de Andalucía pasa a ser tratado de Ilustrísimo Señor o Ilustrísima Señora y se ubica en el segundo lugar dentro de los altos rangos otorgados por la Junta, después de Hijo/a Predilecto/a de Andalucía. Como suele suceder con otros premios, el porcentaje de hombres y mujeres entre los beneficiados no es parejo: a lo largo de los primeros treinta y tres años, por ejemplo, tan solo un 23% de las medallas fueron otorgadas a mujeres.
Las medallas olímpicas están entre las más conocidas del mundo. Se trata de las preseas que obtienen los deportistas que logran alcanzar el podio en una competencia en los Juegos Olímpicos. Mientras que el ganador recibe una medalla de oro, quien finaliza en el segundo lugar consigue una medalla de plata. Aquel que termina en tercer puesto, en tanto, gana una medalla de bronce.

## Tamaño de las medallas
El diámetro de una medalla se llama módulo y puede ser:
- Máximo
- Grande, 25 milímetros.
- Mediano
- Pequeño
- Mínimo

Hubo además otras piezas más pequeñas llamadas lentículas en Roma y miajas durante la Edad Media. Las medallas de módulo máximo se llaman medallones.

## Partes de la medalla
- Se da el nombre de anverso o cabeza al lado de la medalla en que figura el asunto principal y de reverso al lado opuesto.
- Se llama campo o área al espacio que se extiende entre el asunto y la leyenda.
- Los tipos son el busto, imágenes o figuras representadas.
- Símbolos son los asuntos accesorios y emblemáticos.
- Se llaman diferentes a las seña particulares del grabador indicadoras de una misión o taller.
- El cordón es el borde de la moneda.
- Gráfica es una serie de puntos que rodea el campo.
- Se llama volumen al grueso o espesor de la moneda.
- Liga es la cantidad de cobre que se mezcla al oro o la plata para darle la necesaria dureza.

Las inscripciones reciben diferentes nombres según el lugar que ocupan:
- Se llama leyenda a la inscripción que va siguiendo el contorno de la moneda.
- Exergo es la palabra que está en línea recta debajo del tipo.
- Inscripción propiamente dicha es la grabada en línea recta sobre el área de la moneda.
- Epígrafe es la cifra que está sobre el tipo.[2]

## Clases de medallas
Por accidentes de fabricación se llaman:
- Hendidas a las monedas que tienen abiertos los cantos por la fuerza del cuño.
- Forradas, las de hierro o cobre cubiertas con una delgada hoja de plata.
- Frustradas, las que tienen borrados los tipos o leyendas o bien cercenado el metal.
- Contrahechas, las falsas o imitadas.
- Amoldadas, las vaciadas y después cinceladas.
- Sayfatas, las cóncavas por el anverso y convexas por el reverso.
- Engastadas, las rodeadas de un círculo de otro metal.
- A flor de cuño, las que están conservadas perfectamente.
- Bactreadas, las que constan de una hoja sutil y delgada.
- Dentelladas, las que presentan recortados los bordes.
- Restituidas, aquellas cuyo tipo por razones políticas o de otra clase ha sido renovada de piezas más antiguas.
- Anepigrafas o Mudas, las que no tienen leyenda.
- Contramarcadas son las medallas que después de haber sido acuñadas realizan una pequeña impronta ya fuera para indicar el cambio de valor, ya para tener curso en países extranjeros.
- Reselladas son las monedas que llevando determinada efigie llevan acuñada alguna seña para indicar que quedan inhabilitadas interinamente durante la nueva situación.[2]

## Coleccionismo
La clasificación de las medallas puede hacerse según un orden histórico o cronológico o artístico o de asuntos, según el interés del coleccionista y la importancia de la colección. El orden de asuntos generales parece ser el más racional en todo caso, subordinándosele el orden cronológico y separándolas por países. 
De todas las series de medallas se distinguen por su importancia artística e histórica, las Pontificias, acuñadas en Roma con ocasión de la elección de un nuevo Papa o de algún acontecimiento importante de su pontificado. Empieza la serie con Martino V (1467) y sigue hasta el siglo XX.

## Medallas como objeto artístico
El primer gran artista conocido que creó medallas fue el pintor italiano Antonio Pisano, también conocido como Pisanello, que modeló y fundió una serie de medallas retrato de príncipes y eruditos en la década de 1440. Muchos otros artistas siguieron su ejemplo, en lugares como Italia, los Países Bajos, Alemania y Francia. En el siglo XVII, las medallas se utilizaron ampliamente para conmemorar acontecimientos y glorificar a los gobernantes. En el siglo XVIII se generalizaron las medallas de premio. En el siglo XIX, las medallas artísticas alcanzaron una gran popularidad. A principios de ese siglo, David d'Angers produjo una gran serie de medallas con retratos de famosos contemporáneos y, a finales de siglo, Jules-Clément Chaplain y Louis-Oscar Roty fueron algunos de los medallistas más apreciados. A principios del siglo XX florecieron las medallas artísticas, sobre todo en Francia, Italia y Bélgica, mientras que más adelante Checoslovaquia, Hungría, Polonia, Estados Unidos, Canadá e Inglaterra produjeron obras de gran calidad.
|                                                                  |                                                                         |
| Medalla de la Exposición Colonial de 1896, por Louis-Oscar Roty. | Medalla de la Exposición Universal de 1900, por Jules-Clément Chaplain. |

## Medallas y condecoraciones militares
Las condecoraciones militares, los premios de servicio y las medallas suelen confundirse erróneamente entre sí. Condecoración es un término para los premios que requieren actos específicos de heroísmo o logros (como la Cruz Victoria británica o la Estrella de Plata estadounidense), mientras que un premio de servicio o medalla de campaña se concede por servir en una capacidad particular en un área geográfica y un marco de tiempo concretos (como la Medalla de Campaña de Irak). En ambos casos, la condecoración puede presentarse en forma de medalla.
La República Romana adoptó un elaborado sistema de condecoraciones militares que incluía medallas llamadas phalerae que se entregaban a soldados y unidades por diversos logros. Esta práctica se recuperó a principios de la Edad Moderna, y las medallas empezaron a llevarse en el pecho como parte del uniforme militar estándar. Ya en 1780, el Congreso Continental de los Estados Unidos concedió el Medallón de la Fidelidad a tres hombres concretos por un incidente concreto, como una condecoración única, característica de las primeras condecoraciones militares. En 1782 se creó la Insignia del Mérito Militar, que se concedía principalmente a los no oficiales. La Legión de Honor instituida por Napoleón I en 1802 tenía algunas de las características de las antiguas órdenes militares, pero pretendía ser mucho más inclusiva y se concedía a los soldados rasos por su valentía o por un servicio excepcional. Otras naciones le siguieron con condecoraciones como la Medalla de Oro del Ejército Británico a partir de 1810, aunque sólo se concedía a los oficiales superiores, y la Cruz de Hierro prusiana a partir de 1813. Las medallas no se concedieron a todos los combatientes en una guerra o batalla hasta el siglo XIX, cuando la Medalla de Waterloo fue la primera medalla británica concedida a todos los presentes, en la Batalla de Waterloo y todas las acciones asociadas en 1815. A mediados del siglo XIX, el número de condecoraciones utilizadas se había ampliado enormemente en la mayoría de los países hasta alcanzar niveles cercanos a los modernos.

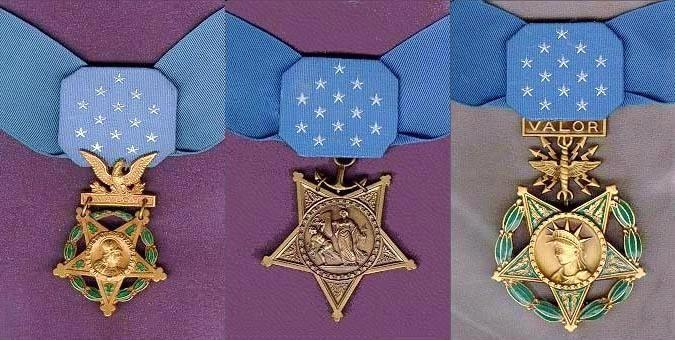
Las Medallas de Honor de los Estados Unidos (de izquierda a derecha: Ejército, Armada, Fuerza Aérea), por "Gallardía conspicua e intrepidez a riesgo de la vida por encima y más allá de la llamada del deber".

Una orden suele ser la más elaborada de las condecoraciones militares y suele concederse por servicios distinguidos prestados a una nación o a la mejora general de la humanidad. Las órdenes se distinguen de otras formas de condecoración en que a menudo implican la pertenencia a una organización o asociación de otras personas que han recibido la misma condecoración. Dos de las órdenes más conocidas y comunes son la Legión de Honor francesa (militar y civil) y la Orden del Imperio Británico (civil). La práctica de conceder órdenes tiene su origen en las fraternidades medievales de caballería, algunas de las cuales aún existen y se siguen concediendo. Aunque la mayoría de las órdenes modernas no tienen sus raíces en la caballería, tienden a mantener los términos de sus homólogas históricas, y términos como caballero, comandante, oficial, miembros, etc. siguen siendo habituales en los rangos. Una orden militar puede utilizar una medalla como insignia, sin embargo, la mayoría tiende a tener una insignia única o un tipo de placa diseñada específicamente para un emblema.
La Medalla de Honor es la más alta condecoración militar concedida por el Gobierno de los Estados Unidos, y es un ejemplo de condecoración que sigue el modelo de una orden militar, aunque no se defina expresamente como tal (la Legión del Mérito cumple claramente este propósito y, a diferencia de cualquier otra condecoración militar estadounidense, tiene clases). Se concede a un miembro de las Fuerzas Armadas de los Estados Unidos que se distinga "de forma destacada por su gallardía e intrepidez, arriesgando su vida más allá de lo exigido por el deber mientras participaba en una acción contra un enemigo de los Estados Unidos". Cada uno de los tres departamentos de las Fuerzas Armadas estadounidenses tiene una imagen única que se muestra en una medalla, que a su vez se muestra en una insignia heráldica en forma de estrella. La medalla del Ejército de EE. UU. representa la cabeza de Minerva, la de la Marina de EE. UU. muestra una escena de Minerva luchando contra la Discordia, y la de las Fuerzas Aéreas de EE. UU. representa la Estatua de la Libertad en su medalla.
Las condecoraciones militares, incluidas las medallas y las órdenes, suelen entregarse al receptor en una ceremonia formal. Las medallas se suelen llevar en ocasiones más formales y se cuelgan de una cinta con los colores de la medalla en el pecho izquierdo, mientras que la correspondiente barra de cinta se debe llevar en actos comunes en los que sería inapropiado o poco práctico llevar medallas.